# Аматорська збірна Англії з футболу
Аматорська збірна Англії з футболу (англ. England national amateur football team) — аматорська команда, яка представляла Англію в міжнародних матчах у 1901—1953 роках.

## Історія
Аматорська збірна Англії з'явилася в 1901 році у зв'язку з високим рівнем професіоналізації англійського футболу і тим фактом, що гравці-аматори були позбавлені можливості пробитися в основну збірну.
Перший міжнародний матч Англія провела 21 вересня того ж року на лондонському стадіоні «Уайт Харт Лейн» проти збірної Німеччини.
Наступний матч команди відбувся на виїзді проти Збірної Франції з футболу 1 листопада 1906 року і завершився перемогою гостей з рахунком 15:0. Стенлі Гарріс забив сім м'ячів, а Вів Вудворд оформив покер.
Аматорська збірна Англії проводила матчі як проти професіоналів, так і проти любителів. Переможна серія збірної налічує 20 матчів з 1906 по 1910 роки, однак у документах Футбольній асоціації Англії ці ігри фігурують як неофіційні.
Незважаючи на це, аматорська збірна Англії завдала найбільших поразок в історії збірним: Нідерландів в 1907 році (12:2), Німеччини (9:0) і Бельгії (11:2) у 1909 році, а також Швеції (12:2) і Угорщини (7:0) в 1912 році (як олімпійська збірна Великобританії).
Свою останню гру аматорська збірна зіграла на арені «Селхерст Парк» в Лондоні 19 вересня 1953 проти збірної команди ПАР, поступившись з рахунком 0:4.
Рекордсменом за кількістю голів за команду є Вів'єн Вудворд, який виступав за збірну в період з 1906 по 1914 роки і забив 57 м'ячів у 44 зустрічах. Найбільше матчів за збірну провів Роб Гайдер (65).